# Lliga Capitalina
La lliga Capitalina fou una competició Guatemala de futbol.

## Història
La Lliga Capitalina de futbol va ser creada el 14 de setembre de 1919 al domicili d'Arturo Aguirre Matheu per representants dels clubs Allies, Hércules, Nacional, ABC i Andino. Al primer campionat, disputat el mateix any, hi participaren tots menys l'Andino, proclamant-se campió l'Allies. El campionat es disputà regularment fins a l'any 1942, en què es decidí crear el campionat professional de lliga del país.
Durant els anys en què es disputà aquest campionat també es disputaren dues altres competicions, el Campionat Nacional guatemalenc de futbol i el Campionat de la República guatemalenc de futbol.

## Historial
- 1919 Allies
- 1920 Hércules
- 1921 no disputat a causa de la disputa dels Jocs del Centenari
- 1922 Allies
- 1923 La Joya
- 1924 Escuela de Medicina
- 1925 La Joya
- 1926 Escuela de Medicina
- 1927 Hércules
- 1928 Escuela de Medicina
- 1929 Escuela de Medicina
- 1930-31 Universidad
- 1931 Universidad
- 1932 Guatemala FC
- 1933 Escuela Politécnica
- 1934 Escuela Politécnica
- 1935 Cibeles
- 1936 Cibeles
- 1937 Quetzal
- 1938 Tipografía Nacional
- 1939 Tipografía Nacional
- 1940 Tipografía Nacional
- 1941 Guatemala FC